# Cytadela

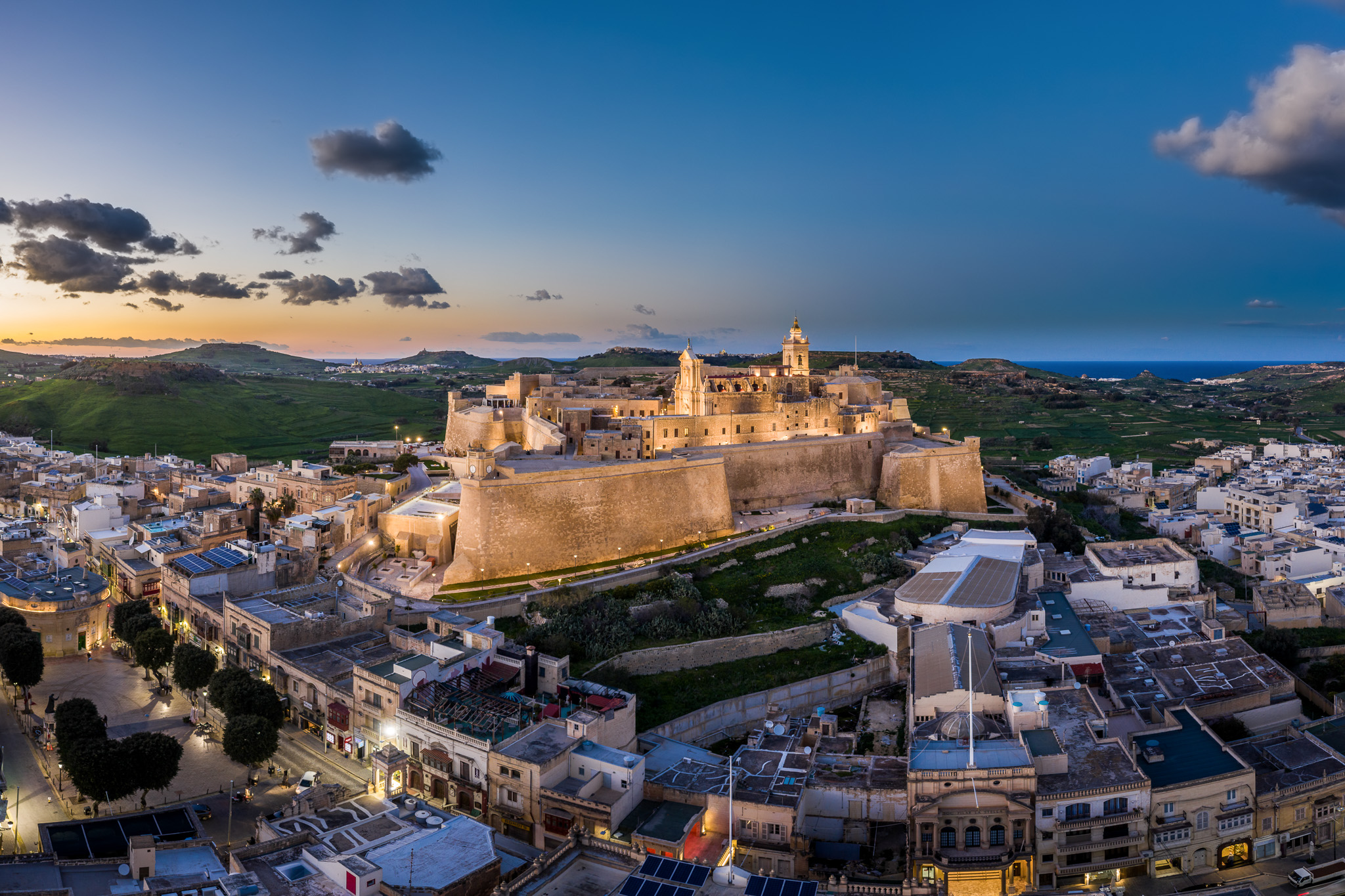
Cytadela (Cittadella) na Malcie

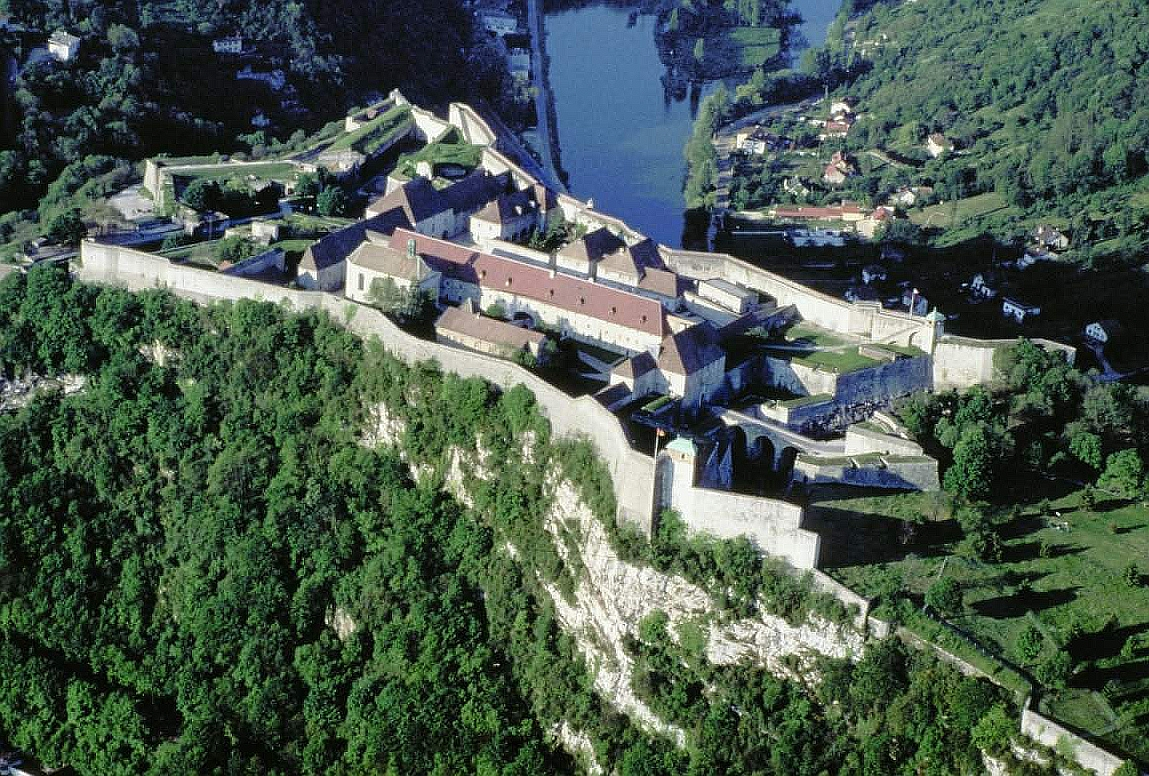
Cytadela w Besançon

Cytadela (wł. cittadella) – samodzielna, dominująca nad miastem lub prowincją twierdza. Na terytorium własnym zadaniem cytadeli była ochrona mieszkańców w przypadku najazdu wroga. Na terytoriach podbitych cytadele budowano w celu utrzymania w posłuszeństwie mieszkańców (taką rolę miała np. cytadela Aleksandrowska w Warszawie).
Cytadela zajmuje stosunkowo duży obszar. Obiekty umocnień przeznaczone do obrony cytadeli położone były z reguły na jej obrzeżach, wewnątrz zaś znajdowały się koszary, magazyny, więzienie i inne obiekty niezwiązane bezpośrednio z obroną.
Rozwój środków ataku i technik zdobywania umocnień wymuszał rozbudowywanie i dostosowywanie ich do nowych warunków. W trakcie rozbudowy cytadele otaczane były albo nowymi liniami umocnień ciągłych, albo, w późniejszym okresie, pierścieniem dzieł. Powstawała w ten sposób większa twierdza, cytadela zaś stawała się jej wewnętrznym obiektem, stanowiącym najczęściej siedzibę dowództwa, a w czasie walk pełniącym rolę śródszańca, czyli ostatniego punktu obrony.

## Cytadela okrętu
W konstrukcji okrętów pancernych (głównie pancerników) określenia cytadela używano w stosunku do najsilniej chronionego pancerzem środkowego segmentu kadłuba. W najprostszej postaci, cytadela była osłonięta z boków pancernym pasem burtowym na linii wodnej, od dziobu i rufy poprzecznymi przegrodami pancernymi, a do góry pokładem pancernym. Obejmowała zwykle co najmniej pomieszczenia i mechanizmy istotne dla ruchu okrętu – kotłownie i maszynownie.
We współczesnych okrętach używa się także pojęcia cytadela gazoszczelna na określenie hermetyzowanej części kadłuba, odpornej na działanie broni masowego rażenia.